# Vinga
Vinga är en fyrö i Göteborgs skärgård i Kattegatt. Ön ligger inom Styrsö socken i Västergötland och tillhör Göteborgs kommun. Vinga är kommunens västligaste landområde, beläget cirka tio sjömil från stadens centrum. Ön är cirka en kilometer i väst–östlig riktning och cirka en halv kilometer i nord–sydlig. Svenska staten äger Vinga sedan 1934, med registerbeteckningen Vinga 1:1. Vinga fyrs position är latitud 57° 38′ nord, longitud 11° 36′ ost. Vinga fyr är ett statligt byggnadsminne (SBM) enligt beslut från den 14 december 1978 och med utökade skyddsföreskrifter den 9 juni 2011.
Ön ingår i naturreservatet med samma namn, etablerat 23 mars 1987.

## Etymologi
Öns namn har att göra med verbet hvinge i den äldre danskan, samt det norska kvingla. Detta betyder dels "sno, vrida" dels "rasa, larma". Vinga skulle då vara holmen där vindarna rasar och vågorna skummar och yr. Namnet har stavats på olika sätt: fornsvenskt Hwynggae 1496, Wiinge 1532, Huingen 1603 och Wingarne i lotsarnas lönereglemente 1749.

## Geografi
Den flacka klippön i Västergötlands skärgård är formad som ett U, med landtungan i norr känd som Gattulven – placerade på andra sidan av den smala Gattulvsviken. Denna vik sträcker sig långt in från västsidan av ön och går nästan fram till Midsommarviken. Så sent som på 1700-talet bildade vikarna tillsammans ett sund mellan Vinga och Gattulven; landhöjningen har därefter skapat de båda vikarna.
Strax söder om ön ligger den mindre Koholmen, och i det smala sund som bildas mellan dessa båda öar ligger Vingas lilla hamn. Vingas yta uppgår till 0,3 kvadratkilometer, och dess högsta punkt ligger 20 meter över havet.

## Vingaporfyr
Vingas berggrund är till största delen uppbyggd av porfyrit, som är en finkornig, mörk bergart med ljusa korn av bland annat fältspat. Den mineralogiska sammansättning av vingaporfyren gör den till en monzogranit till kvartsmonzodiorit. På de nordligaste delarna innehåller bergarten ortopyroxen och kallas då för kvartsjotunit. Vingaporfyren bildades för cirka 950 miljoner år sedan då den som en intrusion trängde upp genom omkringliggande äldre gnejser.

## Historik
Man har hittat en skafthålsyxa på ön vilket vittnar om att det funnits människor på ön sedan minst 4 000 år tillbaka. Skriftliga källor gör också gällande att ön sedan mycket lång tid tillbaka ska ha varit svensk.
På en slät berghäll intill gamla utkiken kan man urskilja årtalen; 1581, 1617 och 1630. En annan inskription lyder; "Hvinge hör Danmark til", den fanns här redan 1603. Men redan 1496 i ett dombrev, daterat Sävedahl den 22 juni, vittnade allmogen "-- endräktligen, att bemälde holme med flera skär sedan hedenhös tillhört Sverige."
Om "Båken vid Vinga" skriver Göteborgs magistrat den 9 juni 1698 till landshövdingen att denne ...är nu högst bristfällig, och fara är, att den vid en storm blåser ned.
Den "göteborgska lokalhistoriens fader" rådmannen Eric Cederbourg beskrev Vinga 1739 som "den största och aldrasidsta Skiär här i Skiärgården, hwaräst öpna Wästerhafvet tager sin begynnelse; på hwilken Öö eller skiär, för de siöfarandes nytta och underrättelse skull, ett fyrkantigt högt torn med korswircke af massive Furu-master af Stadsens medel är upbygdt, med tvenne utkik; här finnes en stor förgylld trätunna, omgiven med svartfärgade järnband. Dess underhåll bestrides av den afgift, som varje inkommande fartyg erlägga och kallas båkpengar." Detta "4-kantiga torn" lär ha byggts om på 1780-talet.
Evert Taube skrev 1937 om Vinga: "För den flyende seglaren gällde det att få kurs på Vinga fyrtorn och signalbåk, pelaren och pyramiden vid inloppet från Kattegatt till Göteborgs redd. Kaptenen som med livet och skutan i behåll rundat Skagen ställde sitt hopp till de djärva Vingalotsarna. Men redan i skuggan av den annalkande orkanen hade både sjövakt och frivakt på Vinga tagits i bruk till sista man och att få ut vaktombyte från fastlandet var det ingen vettig människa som talte om. Den ena lotskuttern hade redan gått under och tagit med sig två man." 4 december 2021 utbröt en brand på bulkfartyget Almirante Storni en bit utanför ön. Släckningsarbetet pågick en vecka till sjöss innan fartyget flyttades till Skandiahamnen i Göteborg där branden till slut kunde släckas. 

### Vinga fyrar, båk och byggnader
Det första fasta byggnadsverk på ön var ett sjömärke i trä, en så kallad båk, som restes 1606. Det var Karl IX som i ett brev av den 17 oktober 1606 skrev till slottsfogden på Älvsborg, Sövring Jönsson, att "--som ytterst bland klipporna i skärgården behöfdes några märken, hvarefter de främmande kunde komma till hamnar, om så mörkt vore, att de icke eljest kunde ledsaga sig till sådane, Söfring Jönsson skulle allestädes, hvar så lägenhet kunde tillsäga, dock synnerligen på Vingh och Galterö [Vinga och Galterö, mellan dessa öar går den stora farleden från och till Göteborg] låta samma höst uppsätta märken och vetar, dock så, att man, när man ville, kunde hugga dem neder."
År 1646 byggdes en stuga åt den förste båkvaktaren Torkel Smed. Den faluröda pyramidformade båk som idag finns på Vinga byggdes 1857 och hade sin föregångare i en liknande pyramidformat trätorn, byggd 1720 med utkik och med en förgylld trätunna på toppen. Dagens båk har de ungefärliga måtten 11x11 meter som bas och en höjd på 24 meter.
Vingas första fyrtorn tändes den 15 november 1841. Fyren kostade drygt 16 000 riksdaler, och linsapparaten var av "3:dje ordningen med lysvidd 14 minuter, fast vitt sken." År 1854 tillkom det norra fyrtornet, till en kostnad av 12 000 riksdaler. Det andra fyrtornet byggdes eftersom den första fyren hade ett fast vitt sken precis som bland annat Nidingens och Skagens fyrar vilket ledde till navigationsförväxlingar. Den nya fyren visade ett fast vitt sken med blänk var tredje minut.

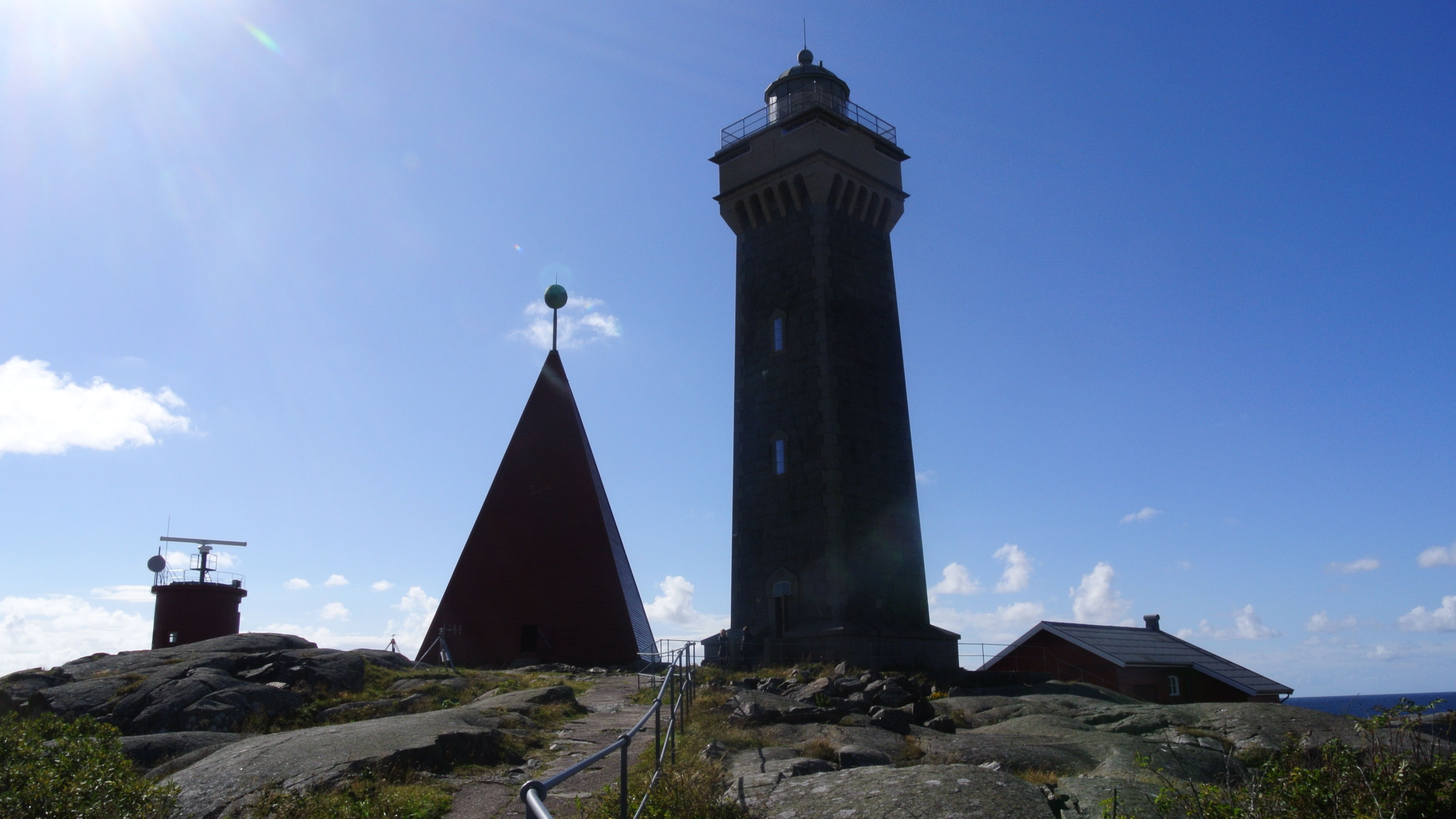
Siluett av Vinga fyr och båk (2015).

Den ökade trafiken på Göteborg gjorde att en ny, högre och ljusstarkare fyr behövdes. Efter att en framställning om detta gjorts hos vederbörande myndigheter, anslogs på våren 1889 ett belopp av 80 000 kronor till en ny fyrbyggnad, som tändes den 10 november 1890. Samtidigt släcktes de båda äldre fyrarna. Det nya fyrtornet ligger ungefär mitt emellan platserna där de båda äldre fyrarna stod. Den nuvarande fyren är cirka 29 meter hög och är byggd i vingaporfyr som kommer från Vingaholmen bredvid. Den ritades av fyringenjör Emil Karlsson, och lysapparaten kom från Barbier i Paris ligger 46 meter över vattenytan. Den "-- bestod dels av en omgående första klassens linsapparat, som varje halv minut visar två på varandra följande vita blänkar, dels en lampa med fyra pumpar, som pumpa upp fotogen till lampnäbbens koncentriska vekar." Senare infördes fotogenglödljuslampan, eller som det också kallades luxglödljuset med inte mindre än 100 000 hefnerljus. Fyren har vitt sken med två täta blänk varje halv minut och den blev elektrifierad i början av 1949. Basen till den första fyren finns kvar, den byggdes om till lotsutkik.
Vinga har också två ensfyrar, Vinga Östra övre och Vinga Östra nedre som står öster om huvudfyren. Deras enslinje markerar farleden från Vingasand ut mot Vinga förbi grunden Limbåden och Bukskärsbåden. Ca 300 meter nordväst om Vingas västra udde står ytterligare en fyr; Vinga ungar.
Fyrmästarbostaden på ön är ursprungligen från 1854, tillbyggdes 1900 och moderniserades 1947. Den 31 maj 1987 invigdes ytterligare en renovering av huset, vilken pågått i ett år och som Stena Line ansvarade för i nära samarbete med Skanska.

## Kompassrosen
Uppför en brant stig vid lotshamnen, finns ett manshögt, fyrkantigt stenblock. Här hade lotsarna sin första utsiktskur. En kompassros finns inhuggen i klippan, samt sköldar med initialer, bomärken och årtalen 1581, 1617 och 1630. Någon har, inom en stor båge, huggit in texten "Hvinge hør Danmark til". Rosens existens är belagd från omkring år 1600, då Johannes Thomae Bureus (1568-1652) (se även Johan Bure. Riksarkivet), en av Gustav II Adolfs lärare, fick "pass att draga kring om hela riket och avskriva runstenar." Resultaten skrev han ner i "Sumlen" som kom ut i tryck 1886. Han har i den antecknat: "På Hvinge en öö två mil ut i siön en mijl utom Danaholmen är en Compass uthuggen i berghet och medh bokstafwar runt omkring sadhe Her Torsten i Fäsbergh." Rosen är troligen från mitten av 1500-talet, och indelad i 32 streck, vilket förekommer på kompasser från 1500-talet. Andra indikationer är att syd- väst- och nordväststrecken slutar utanför kompassrosens cirkellinje, vilket återfinns även på norska kompassrosor från samma period.

## Fyrmästare 1841–1974

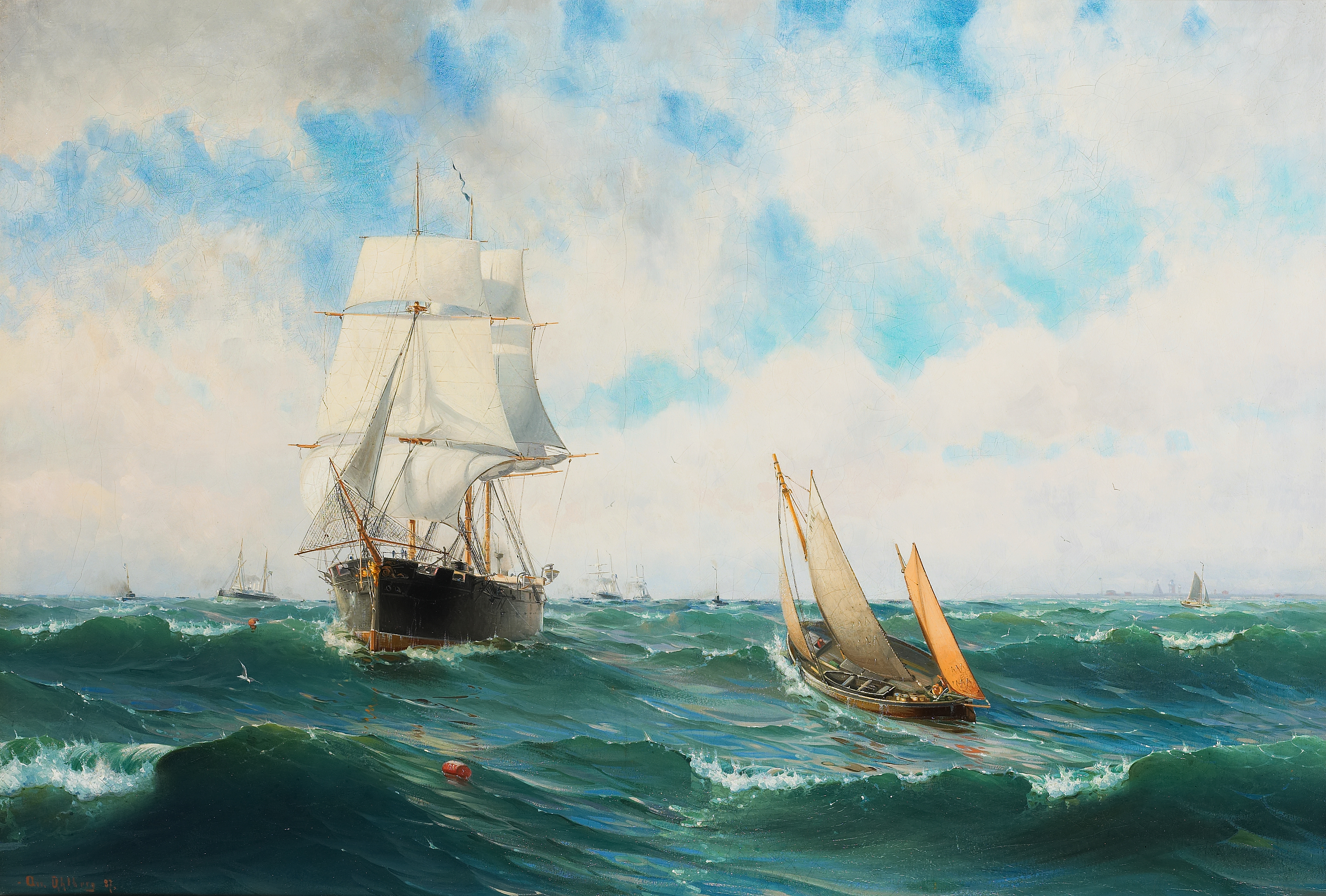
Vinga i bakgrunden på en målning av Arvid Ahlberg från 1887.

Förteckning över fyrmästare på Vinga fyr fram till 1974, då fyren automatiserades och avbemannades. 
- Ludvig Larsson 1841–1866
- August Almqvist 1866 –1879
- Martin Pettersson 1879 –1889
- Carl Gunnar Taube 1889 –1905
- Carl Ludvig Olén 1905 –1932
- Gustaf Adolf Hult 1932 –1935
- Carl Frithiof Holm 1936 –1942
- Torsten Jacob Waldner 1942 –1951
- Carl Arbo 1951–1961
- Sven Dahlholm 1961–1964
- Björn Holmström 1 april 1964 – 31 juli 1974

## I kulturen
Vinga fyr förekommer i en rad litterära sammanhang men även i bildkonsten. Evert Taube växte upp på Vinga, där hans far Carl Gunnar var fyrmästare, och fyren omnämns i flera av hans sånger. Huset de bodde i är nu museum. 
I Lasse Dahlquists texter återkommer Vinga i bland annat "Oh boy, oh boy, oh boy!", med strofen "Engelska flottan har siktats vid Vinga", och i "Dans på Brännö brygga": "...ute i väst blinkar Vinga fyr." och i Håkan Hellströms "Saknade te havs": "Lämnar Sverige vid Vinga."